# Přibyslavice (Všelibice)
Přibyslavice (německy Pschibislawitz) jsou malá vesnice, část obce Všelibice v okrese Liberec. Nachází se asi čtyři kilometry jižně od Všelibic. Přibyslavice jsou také název katastrálního území o rozloze 3,34 km². V katastrálním území Přibyslavice leží i Nantiškov a Vrtky.

## Historie
První písemná zmínka o vesnici pochází z roku 1387.
V letech 1961–1980 k obci Přibyslavice patřily Benešovice.